# 퓨리오사: 매드맥스 사가
《퓨리오사: 매드맥스 사가》(영어: Furiosa: A Mad Max Saga)는 2024년 개봉한 액션 모험 영화이다. 조지 밀러가 감독을 맡았으며, 영화 《매드 맥스: 분노의 도로》의 캐릭터 퓨리오사의 과거를 다룬 작품이다. 배우 안야 테일러조이가 퓨리오사를 연기했다.

## 출연진

### 부발리니
- 애니아 테일러조이 - 임페라토르 퓨리오사 (아역: 앨리아 브라운)
- 찰리 프레이저 - 메리 조 바사
- 딜런 아도나스 - 발키리
- 엘사 파타키 - 부발리니 동료

### 바이크 갱단
- 크리스 헴스워스 - 데멘투스
- 러치 험 - 리즈데일 펠
- 앵거스 샘슨 - 생체기술자
- 고란 D.클루트 - 옥토보스
- 데이비드 콜린스 - 스메그
- 엘사 파타키 - 노튼
- 조지 셰프소브 - 역사가

### 시타델
- 러치 험 - 임모탄 조
- 네이선 존스 - 릭투스 에렉투스
- 조시 헬먼 - 스카브로스 스크로투스
- 존 하워드 - 식인종
- 리 페리 - 무기 농부
- 피터 스티븐스 - 가스타운 지배자
- 톰 버크 - 집정관 잭
- 클로렌스 라이언 - 블랙썸
- 대니얼 웨버 - 워보이
- 미상 : 두프 워리어 역
- 미상 : 임모탄 조의 다섯 아내들
- 브라이언 프로베츠 - 첨버켓

### 그 외 출연진
- 쿼든 베일스 - 워 펍
- 미상 : 바위 라이더
- 제이크 톰우리 - 맥스 로카탄스키